# Hori hori
Pour les articles homonymes, voir Hori.

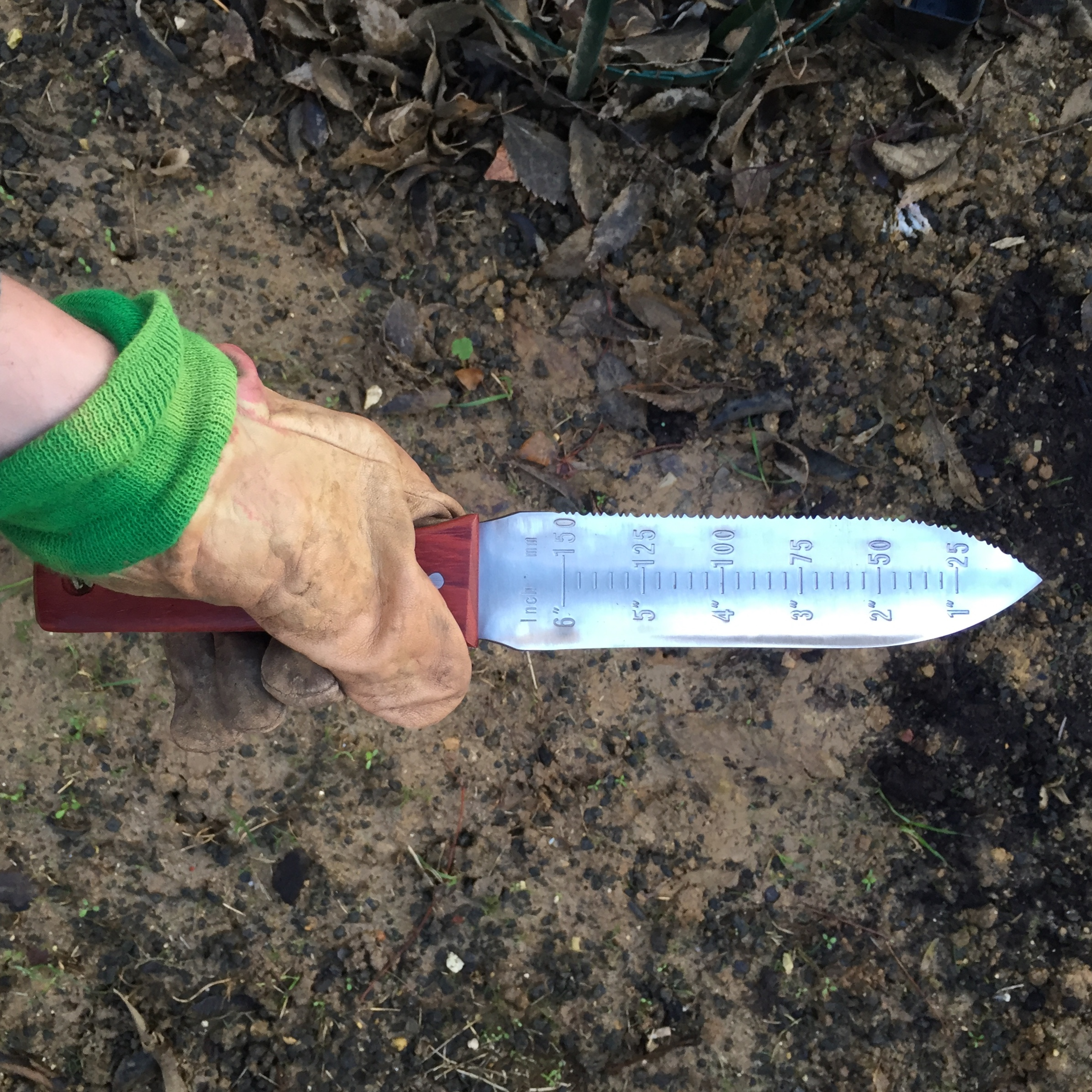
Couteau de jardinage hori-hori gradué, pris en main.

Illustration d'un couteau hori-hori.

L'hori-hori est un outil multi-fonction d'origine japonaise et utilisé pour les travaux de jardinage. Il est constitué d'un manche et d'une lame incurvée et dentelée servant principalement de couteau, de plantoir, de scie et d'outil pour désherber.

## Étymologie
Le mot « hori » (ホリ) signifie « creuser » en japonais ; « hori-hori » est ainsi l'onomatopée japonaise pour creuser. Au Japon, l'outil est appelé également « couteau de loisir » (レジャーナイフ) ou « couteau pour les légumes de montagne » (山菜ナイフ). Les « légumes de montagne » se réfèrent à la tradition de récolter des herbes sauvages et comestibles (sansai).

## Conception
La lame du hori-hori est forgée d’une seule pièce d’acier au carbone, qui s’étend dans le manche. Elle porte parfois des graduations, qui permettent par exemple de mesurer plus facilement la profondeur d’un trou ou l’espacement entre des plants. L’hori-hori est généralement long de 30 à 40 cm, avec une poignée à peine inférieure à la moitié de sa taille.